# Вителсбахи
Вителсбахите (на немски: Haus Wittelsbach) са сред най-старите немски благороднически родове и династия на Германия. От тях произлизат векове наред баварските, пфалцските, юлих-бергските владетели. Управляват Бавария от края на 12 век до края на Първата световна война.
Според легендите, Вителсбахите произлизат от Карл Велики и дори от древните троянци. Произлизат вероятно от Луитполдингите.
Те дават херцози и крале на Бавария, курфюрсти на Бранденбург (1351 – 1364), графове на Холандия (1353 – 1417), крале на Дания (1440 – 1448), Чехия (1619 – 1620), Швеция (1654 – 1741), Гърция (1832 – 1862), херцози на Бремен-Ферден (1654 – 1719). Представители на фамилията са двама императори на Свещената Римска империя (1314 – 1347, 1742 – 1745), един римски крал (1400).
Основател на династията през 1180 г. е херцог Ото I, последен владетел през 1918 г. е Лудвиг III. Днес глава на фамилията е Франц Баварски, херцог на Бавария (* 14 юли 1933 в Мюнхен).
Когато падат от власт в Бавария след края на Първата световна война, Вителсбахите са най-старата династия в Европа.

## Графове на Шайерн, пфалцграфове на Бавария
До средата на XII век Вителсбахите се причисляват към средното благородничество. По това време в тяхно владение са наследствените графства Шайерн, Келхайм и Вартенберг. Благодарение на близостта си до Фридрих I Барбароса, демонстрирана по време на италианските походи, Ото и Конрад Вителсбах получават нови владения. Конрад първи получава Горен Пфалц, а Ото получава Бавария след конфликта на Фридрих Барбароса с Хайнрих Лъв.
Графове на Шайерн:
- Ото I (1014)
- Ото II († 1078)
- Екехардт I († пр. 11 май 1091)
- Ото V († 1156), пфалцграф на Бавария
- граф Ото VIII от Шайерн (1117 – 1183) = херцог Ото I (от 1180)

## Херцози на Бавария/Унгария (1305 – 1308), Бранденбург (1323 – 1373), Тирол (1342 – 1363), Холандия и Хенегау (1346 – 1425)
През 1222 херцозите на Бавария и Пфалц сключват личен съюз.
- 1180 – 1183: Ото I (ок. 1117 – 11.7.1183), син на Ото V. Женен за Агнес (†1192), дъщеря на Лудвиг II граф на Лоон
- 1183 – 1231: Лудвиг I Келхаймер (23.12.1174 – 15.9.1231), пфалцграф на Пфалц (1214 – 1228), син на Ото I. Женен (1204) за Людмила (†1240), дъщеря на чешкия крал Бедржих Пшемислович
- 1231 – 1253: Ото II Светлейши (7.4.1206 – 29.11.1253), пфалцграф на Пфалц (1228 – 1253), син на Лудвиг I. Женен (1225) за Агнес (ок. 1201 – 1267), дъщеря на пфалцграф Хайнрих V

След смъртта на Ото II херцогство Бавария е разделено между синовете му Лудвиг и Хайнрих. Лудвиг получава Долна Бавария и Пфалц, а Хайнрих – Горна Бавария.

### Долна Бавария(1255 – 1340)/Унгария (1305 – 1308)
- 1253 – 1290: Хайнрих XIII (19.11.1235 – 3.2.1290) = Хайнрих I в Долна Бавария, син на Ото II. Женен (1250) за Елизабет (Ержибет) (1236 – 1271), дъщеря на унгарския крал Бела IV
- 1290 – 1312: Ото III (11.2.1261 – 9.9.1312), крал на Унария (Отон I, 1305 – 1308), син на Хайнрих XIII. 1-ви брак (1279) с Катерина (†1282), дъщеря на германския крал Рудолф I; 2-ри брак (1309) с Агнес (1293/1296 – 1361), дъщеря на Хайнрих III фон Глогов

### Горна Баварияи Пфалц (1255 – 1329/1340)
- 1253 – 1294: Лудвиг II (13.4.1229 – 2.2.1294), пфалцграф на Пфалц (1253 – 1294), син на Ото II. 1-ви брак (1254) с Мария (ок. 1226 – 1256), дъщеря на брабантския херцог Хайнрих II; 2-ри брак (1260) с Анна (1250/1252 – 1271), дъщеря на силезкия княз Канрад II; 3-ти брак (1273) с Матилда (ок. 1251 – 1304), дъщеря на германския крал Рудолф I
- 1294 – 1317: Рудолф I (9.10.1274 – 12.8.1319), пфалцграф на Пфалц (1294 – 1319), син на Лудвиг II. Женен (1294) за Матилда (до 1280 – 1323), дъщеря на германския крал Адолф
- 1294 – 1347: Лудвиг III (IV) (1.4.1282 – 11.10.1347), син на Лудвиг II, крал на Германия (1314 – 1347), император на Свещената Римска империя (Лудвиг IV Баварски, 1328 – 1347), херцог на Бавария (1340 – 1347). 1-ви брак (1308) с Беатрикс (1286/1295 – 1322), дъщеря на княз Хайнрих III фон Глогов; 2-ри брак (1324) с Маргарета I (1311 – 1356), дъщеря на холандския граф Вилхелм III

Лудвиг IV е първият от династията Вителсбах, който получава кралски и императорски сан. През 1329 г. той се съгласява Пфалц да се отдели от Бавария, давайки го на другата част от рода, но придобива херцогствата Тирол и Бранденбург, както и областите Холандия, Зеландия и Фризия.

### Бавария (1340 – 1349)
- 1340 – 1347: Лудвиг IV Баварски (1.4.1282 – 11.10.1347), херцог на Горна Бавария (1294 – 1347), крал на Германия (1314 – 1347), император на Свещената Римска империя (1328 – 1347), херцог на Бавария (1340 – 1347), син на Лудвиг II
- 1347 – 1349 заедно управляват 6-те сина на император Лудвиг, Стефан II (22.12.1313 – 10.5.1375), Лудвиг V (7.1316 – 18,9.1361), Лудвиг VI (12.5.1330 – 14.5.1365), Вилхелм I (сл. 1332 – 1389), Албрехт I (25.7.1336 – 13.12.1404) и Ото V (1346 – 15.11.1379)

### Щраубинг-Холандия(1353 – 1425/1429)
- 1347 – 1388 Вилхелм I (сл. 1332 – 1389), син на Лудвиг IV Баварски. Женен (1352) за Матилда (1339 – 1362), дъщеря на английския херцог Хенри II Плантадженет-Ланкастър
- 1347 – 1404 Албрехт I (25.7.1336 – 13.12.1404), син на Лудвиг IV Баварски. 1-ви брак (1363) с Малгоржата (1342/1343 – 1386), дъщеря на княз Лудвиг I Силезки; 2-ри брак (1394) с Маргарита (1375 – 1411), дъщеря на княз Адолф III фон Клеве
- 1404 – 1417 Вилхелм II (5.4.1365 – 30.5.1417), син на Албрехт I. Женен (1385) за Маргарита (1374 – 1441), дъщеря на бургундския херцог Филип II
- 1404 – 1425 Йохан III (1374 – 6.1.1425), син на Албрехт I. Женен (1418) за Елизабет (1390 – 1451), дъщеря на херцог Йохан фон Гьорлиц

### Горна Бавария-ТиролиБранденбург(1349 – 1363/1373)
- 1347 – 1361 Лудвиг V, маркграф на Бранденбург (1324 – 1351), син на Лудвиг IV Баварски. 1-ви брак (1324) с Маргарита (ок. 1305 – 1340), дъщеря на датския крал Кристофер II; 2-ри брак (1342) с Маргарита (1318 – 1369), дъщеря на каринтския хрецог Хайнрих VI
- 1347 – 1351 Лудвиг VI, маркграф на Бранденбург (1351 – 1365), син на Лудвиг IV Баварски. 1-ви брак (1345) с Кунегунда (1335 – 1357), дъщеря на полския крал Кажимеж III Велики; 2-ри брак (1360) с Ингеборга (†1395), дъщеря на Албрехт I фон Месленбург-Шверин
- 1347 – 1351 Ото V, маркграф на Бранденбург (1351 – 1373), син на Лудвиг IV Баварски. Женен (1366) за Катарина (1342 – 1395), дъщеря на германския император Карл IV
- 1361 – 1363 Майнхард III

### Долна Бавария-Ландсхут (1353 – 1392)
- 1347 – 1375 Стефан II (22.12.1313 – 10.5.1375), син на Лудвиг IV Баварски. 1-ви брак (1328) с Елизебета (Изабела) (1310 – 1349), дъщеря на сицилийския крал Федерико II; 2-ри брак (1359) с Маргарита (†1377), дъщеря на нюрнбергския бургграф Йохан II

### Бавария-Инголщат(1392 – 1447)
- 1375 – 1413 Стефан III (ок. 1337 – 25.9.1413), син на Стефан II. 1-ви брак (1364) с Тадеа (ок. 1351 – 1381), дъщеря на миланския херцог Бернабо Висконти; 2-ри брак (1401) с Елизабет, дъщеря на княз Адолф III фон Клеве
- 1413 – 1447 Лудвиг VII Брадати (20.12.1365 – 1.5.1447), син на Стефан III. 1-ви брак (1402) с Анна (1380 – 1408), дъщеря на френския граф Жан I дьо Вандом; 2-ри брак (1413) с Катерина (1380 – 1462), дъщеря на херцог Пиер II д’Алансон
- 1438 – 1445 Лудвиг VIII Младия (1.9.1403 – 7.4.1445), син на Лудвиг VII Брадати. Женен (1441) за Маргарита (1410 – 1465), дъщеря на бранденбургския курфюрст Фридрих I

### Бавария-Ландсхут(1392 – 1503)
- 1375 – 1393 Фридрих (ок. 1339 – 4.12.1393), син на Стефан II. 1-ви брак с Анна (†1380), дъщеря на Бертхолд IV фон Нойфен; 2-ри брак (1381) с Мадалена (1366 – 1404), дъщеря на миланския херцог Бернабо Висконти
- 1393 – 1450 Хайнрих XVI Богатия (1386 – 30.7.1450), син на Фридрих. Женен (1412) за Маргарита (1395 – 1447), дъщеря на австрийския херцог Албрехт IV
- 1450 – 1479 Лудвиг IX Богатия (23.2.1417 – 18.1.1479), син на Хайнрих XVI Богатия. женен (1452) за Амалия (1436 – 1501), дъщеря на саксонския херцог Фридрих II
- 1479 – 1503 Георг Богатия (15.8.1455 – 1.12.1503), син на Лудвиг IX Богатия. Жене (1475) за Ядвига (1457 – 1501), дъщеря на полския крал Кажимеж IV

### Бавария-Мюнхен(1392 – 1505)
- 1375 – 1397 Йохан II (ок. 1341 – 8.8.1397), син на Стефан II. Женен (1372) за Катерина (†1391), дъщеря на графа на Горица Майнхард VI
- 1397 – 1438 Ернст (1373 – 2.7.1438), син на Йохан II. Женен (1395) за Елизабета (1384 – 1432), дъщеря на миланския херцог Бернабо Висконти
- 1397 – 1435 Вилхелм III (1375 – 12.9.1435), син на Йохан II. Женен (1433) за Маргарита (1416 – 1444), дъщеря на княз Адолф II фон Клеве
- 1435 – 1441 Адолф (1434 – 1140), син на Вилхелм III. Умира преди пълнолетие
- 1438 – 1460 Албрехт III (27.3.1401 – 29.2.1460), син на Ернст. 1-ви брак (1432) с Агнес (†1435), дъщеря на Каспар Бернауер; 2-ри брак (1437) с Анна (†1474), дъщеря на княз Ерих I фон Брауншвайг-Грубенхаген
- 1460 – 1463 Йохан IV (4.10.1437 – 19.11.1463), син на Албрехт III. Неженен
- 1460 – 1467 Сигизмунд (Зигмунд) (26.7.1439 – 1.2.1501), син на Албрехт III. Неженен
- 1465 – 1508 Албрехт IV Мъдрия 15.12.1447 – 18.3.1508), син на Албрехт III, през 1503 г. обединява всички баварски линии. Женен (1487) за Кунигунда (1465 – 1520), дъщеря на германския император Фридрих III

### Херцогство Бавария(1505 – 1623)
- 1505 – 1508 Албрехт IV, син на Албрехт III, през 1503 г. обединява всички баварски линии. Женен (1487) за Кунигунда (1465 – 1520), дъщеря на германския император Фридрих III
- 1508 – 1550 Вилхелм IV (13.11.1493 – 6.3.1550), син на Албрехт IV. Женен (1522) за Мария-Якобея (1507 – 1580), дъщеря на маркграф Филип I фон Баден
- 1508 – 1545 Лудвиг X (18.9.1495 – 22.4.1545), син на Албрехт IV. Неженен
- 1550 – 1579 Албрехт V Великодушния (29.2.1528 – 24.10.1579), син на Вилхелм IV. Женен (1546) за Анна, дъщеря на германския император Фердинанд I
- 1579 – 1598 Вилхелм V Благочестивия (29.9.1548 – 17.2.1626), син на Албрехт V Великодушния. Женен (1568) за Рената (1544 – 1602), дъщеря на лотарингския херцог Франц I
- 1598 – 1651 Максимилиан I (17.4.1573 – 27.9.1651), син на Вилхелм V Благочестивия. 1-ви брак (1595) с Елизабет (1574 – 1635), дъщеря на лотарингския херцог Карл III; 2-ри брак (1635) с Мария-Анна (1610 – 1665), дъщеря на германския император Фердинанд I

## Курфюрстове на Бавария(1623 – 1777)
- 1623 – 1651 Максимилиан I, син на Вилхелм V Благочестивия. 1-ви брак (1595) с Елизабет (1574 – 1635), дъщеря на лотарингския херцог Карл III; 2-ри брак (1635) с Мария-Анна (1610 – 1665), дъщеря на германския император Фердинанд I
- 1651 – 1679 Фердинанд Мария (31.10.1636 – 26.5.1679), син на Максимилиан I. Женен (1652) за Аделаида-Хенриета (1636 – 1676), дъщеря на херцог Виктор Амадей I Савойски
- 1679 – 1726 Максимилиан II Емануел (11.7.1662 – 26.2.1726), син на Фердинанд Мария, Generalstatthalter на Холандия (1692 – 1706) и херцог на Люксембург (1712 – 1714). 1-ви брак (1685) с Мария-Антония (1669 – 1692), дъщеря на германския император Леополд I; 2-ри брак (1695) с Тереза-Кунегунда (1676 – 1730), дъщеря на полския крал Ян III Собиески
- 1726 – 1745 Карл Албрехт (6.8.1697 – 20.1.1745), син на Максимилиан II Емануел, 1741 – 1743 крал на Бохемия, от 1742 като Карл VII император на Свещената Римска империя. Женен (1722) за Мария-Амалия (1701 – 1756), дъщеря на германския император Йозеф I
- 1745 – 1777 Максимилиан III Йозеф (28.3. 1727 – 30.12.1777), син на Карл Албрехт. Женен (1747) за Мария-Анна (1728 – 1797), дъщеря на саксонския курфюрст и полски крал Август III.

## Курфюрсти на Кьолн(1583 – 1761)
- 1583 – 1612 Ернст (17.12.1554 – 17.2.1612), син на баварския херцог Албрехт V
- 1612 – 1650 Фердинанд (6.10.1577 – 13.9.1650), син на баварския херцог Вилхелм V
- 1650 – 1688 Максимилиан Хайнрих (8.10.1621 – 3.6.1688), син на Албрехт VI, ландграф на Бавария-Лойхтенберг
- 1688 – 1723 Йозеф Клеменс (5.12.1671 – 12.11.1723), син на баварския курфюрст Фердинанд Мария
- 1723 – 1761 Клеменс Аугуст I (16.8.1700 – 6.2.1761), син на баварския курфюрст Максимилиан II Емануел

## Игуменка на манастир Есен (1726 – 1776)
- 1726 – 1776 Франциска Кристина фон Пфалц-Зулцбах (16.5.1696 – 16.7.1776), дъщеря на Теодор-Евстах, пфалцграф на Зулцбах

## Княжески епископи на Лиеж (1581 – 1763)
- 1389 – 1418 Йохан VI (1374 – 6.1.1421), син на Албрехт I, херцог на Бавария-Щраубинг, епископ на Камбре (1411 – 1414), граф на Бавария-Щраубинг (1417 – 1421). Женен (1418) за Елизабет (1390 – 1451), дъщеря на херцог Йохан фон Гьорлиц
- 1581 – 1612 Ернст (17.12.1554 – 17.2.1612), син на баварския херцог Албрехт V, епископ на Фрейзинг (1566 – 1612), на Хилдесхайм (1573 – 1612), на Мюнстер (1585 – 1612), архиепископ на Кьолн (1583 – 1612)
- 1612 – 1650 Фердинанд (6.10.1577 – 13.9.1650), син на баварския херцог Вилхелм V, епископ на Мюнстер и Хилдесхайм (1612 – 1650)
- 1650 – 1688 Максимилиан Хайнрих (8.10.1621 – 3.6.1688), син на Албрехт VI, ландграф на Бавария-Лойхтенберг
- 1694 – 1723 Йозеф Клеменс (5.12.1671 – 12.11.1723), син на баварския курфюрст Фердинанд Мария, епископ на Фрейзинг (1685 – 1694), на Регенсбург (1685 – 1716), на Хилдесхайм (1714 – 1723)
- 1744 – 1763 Йохан Теодор (3.9.1703 – 27.1.1763), син на Максимилиан II Емануел, епископ на Регенсбург (1719 – 1763), на Фрейзинг (1727 – 1763)

## Римско-германски крале и императори
- 1314 – 1347: Лудвиг IV Баварски (1.4.1282 – 11.10.1347), син на Лудвиг II, херцог на Горна Бавария (Лудвиг III, 1294 – 1347), херцог на Бавария (1340 – 1347). 1-ви брак (1308) с Беатрикс (1286/1295 – 1322), дъщеря на княз Хайнрих III фон Глогов; 2-ри брак (1324) с Маргарета I (1311 – 1356), дъщеря на холандския граф Вилхелм III
- 1400 – 1410: Рупрехт от Пфалц (5.5.1352 – 18.5.1410), курфюрст на Пфалц (Рупрехт III, 1398 – 1410), син на Рупрехт II. Жженен (1374) за Елизабет (1358 – 1411), дъщеря на нюрнбергския бургграф Фридлих V
- 1742 – 1745: Карл VII Албрехт (6.8.1697 – 20.1.1745), син на Максимилиан II Емануел, 1726 – 1745 курфюрст на Бавария Карл Албрехт, 1741 – 1743 крал на Бохемия. Женен (1722) за Мария-Амалия (1701 – 1756), дъщеря на германския император Йозеф I

## Пфалцграфове при Рейн (1214 – 1356)
- 1214 – 1231: Лудвиг I Келхаймер (23.12.1174 – 15.9.1231), син на Ото I. Женен (1204) за Людмила (†1240), дъщеря на чешкия крал Бедржих Пшемислович
- 1231 – 1253: Ото II Светлейши (7.4.1206 – 29.11.1253), син на Лудвиг I. Женен (1225) за Агнес (ок. 1201 – 1267), дъщеря на пфалцграф Хайнрих V
- 1253 – 1294: Лудвиг II Строги (13.4.1229 – 2.2.1294), син на Ото II. 1-ви брак (1254) с Мария (ок. 1226 – 1256), дъщеря на брабантския херцог Хайнрих II; 2-ри брак (1260) с Анна (1250/1252 – 1271), дъщеря на силезкия княз Канрад II; 3-ти брак (1273) с Матилда (ок. 1251 – 1304), дъщеря на германския крал Рудолф I
- 1294 – 1317: Рудолф I (9.10.1274 – 12.8.1319), син на Лудвиг II. Женен (1294) за Матилда (до 1280 – 1323), дъщеря на германския крал Адолф
- 1317 – 1327: Адолф (27.9.1300 – 29.1.1327), син на Рудолф I. Женен (1320) за Ирмгард (ок. 1304 – 1389), дъщеря на граф Лудвиг VI фон Йотинген
- 1329 – 1353: Рудолф II Слепия (8.8.1306 – 4.10.1353), син на Рудолф I. 1-ви брак (1328) с Анна (†до 1331), дъщеря на Ото I, граф на Каринтия; 2-ри брак (1348) с Маргарита (1331 – 1377), дъщеря на краля на Сицилия Федерико II
- 1353 – 1390: Рупрехт I Червения (9.6.1309 – 16.2.1390), от 1356 курфюрст на Пфалц, син на Рудолф I. 1-ви брак (1342) с Елизабет (1329 – 1382), дъщеря на Жан I дьо Намюр; 2-ри брак (1385) с Беатрикс (†1395), дъщеря на княз Вилхелм II фон Берг

## Курпфалц с делението (1356 – 1777)/Дания, Швеция и Норвегия (1440 – 1448)/Бохемия (1619 – 1620)
- 1353/54 – 1390 Рупрехт I (9.6.1309 – 16.2.1390), син на Рудолф I. 1-ви брак (1342) с Елизабет (1329 – 1382), дъщеря на Жан I дьо Намюр; 2-ри брак (1385) с Беатрикс (†1395), дъщеря на княз Вилхелм II фон Берг
- 1390 – 1398 Рупрехт II 12.5.1325 – 6.1.1398), син на Адолф. Женен (1345) за Беатрис (1326 – 1365) дъщеря на краля на Сицилия Педро II
- 1398 – 1410 Рупрехт III (5.5.1352 – 18.5.1410), крал на Германия (Рупрехт Пфалцки, 1400 – 1410), син на Рупрехт II. Жженен (1374) за Елизабет (1358 – 1411), дъщеря на нюрнбергския бургграф Фридлих V
- 1410 – 1436 Лудвиг III (1378 – 30.12.1436), син на Рупрехт III. 1-ви брак (1402) с Бланш (1392 – 1409), дъщеря на английския крал Хенри IV; 2-ри брак (1417) с Матилда (ок. 1390 – 1438), дъщеря на графа на Пиемонт Амедео ди Савоя
- 1436 – 1449 Лудвиг IV (1.1.1424 – 13.8.1449), син на Лудвиг III. Женен (1445) за Маргарита (1420 – 1479), дъщеря на граф Амадей VIII Савойски
- 1452 – 1476 Фридрих I (1.8.1425 – 12.12.1476), син на Лудвиг III. Женен (1471) за Клара Тот (†1520)
- 1476 – 1508 Филип (14.7.1448 – 28.2.1508), син на Лудвиг IV. Женен (1474) за Маргарита (1456 – 1501), дъщеря на баварския херцог Лудвиг IX Богатия
- 1508 – 1544 Лудвиг V (2.7.1478 – 15.3.1544), син на Филип. Женен (1511) за Сибила (1489 – 1519), дъщеря на баварския херцог Албрехт IV Мъдрия
- 1544 – 1556 Фридрих II 9.12.1482 – 26.2.1556), син на Филип. Женен (1535) за Доротея (1520 – 1580), дъщеря на датския крал Кристиан II
- 1556 – 1559 Ото-Хайнрих (10.4.1502 – 12.2.1559), внук на Филип. Женен (1529) за Сузана (1502 – 1543), дъщеря на баварския херцог Албрехт IV Мъдрия
- 1559 – 1576 Фридрих III 14.2.1515 – 26.10.1576), син на Йохан II, пфалцграф на Зимерн. 1-ви брак (1557) с Мария (1519 – 1567), дъщеря на маркграф Казимир фон Бранденбург-Кулмбах; 2-ри брак (1569) с Амалия (†1612), дъщеря на Гумпрехт II, граф на Нойенар
- 1576 – 1583 Лудвиг VI (4.7.1539 – 22.10.1583), син на Фридрих III. 1-ви брак (1560) с Елизабет (1539 – 1582), дъщеря на ландграф Филип I фон Хесен; 2-ри брак (1583) с Анна (1562 – 1621), дъщеря на Едзард II, граф на Източна Фризия
- 1583 – 1610 Фридрих IV (5.3.1574 – 19.9.1610), син на Лудвиг VI. Женен (1593) за Луиза-Юлиана (1576 – 1644), дъщеря на нидерландския щатхолдер Вилхелм Орански
- 1610 – 1623 Фридрих V (16.8.1596 – 29.11.1632), крал на Бохемия (1619 – 1620), син на Фридрих IV. Женен (1613) за Елизабет (1596 – 1662), дъщеря на английския крал Джеймс I
- 1632 – 1648 Максимилиан I (17.4.1573 – 27.9.1651) (17.4.1573 – 27.9.1651), син на баварския херцог Вилхелм V. 1-ви брак (1595) с Елизабет (1574 – 1635), дъщеря на лотарингския херцог Карл III; 2-ри брак (1635) с Мария-Анна (1610 – 1665), дъщеря на германския император Фердинанд I
- 1649 – 1680 Карл I Лудвиг (22.12.1617 – 28.8.1680), син на Фридрих V. 1-ви брак (1650, развод 1657) с Шарлота (1627 –1686), дъщеря на ландграф Вилхелм V фон Хесен-Касел; 2-ри брак (1658) с Мария-Луиза (1634 – 1677), дъщеря на граф Кристоф Мартин фон Дегенфелд
- 1680 – 1685 Карл II (31.3.1651 – 26.5.1685), син на Карл I Лудвиг. Женен (1671) за Вилхелмина-Ернестина (1650 – 1706), дъщеря на датския крал Фредерик III
- 1685 – 1690 Филип-Вилхелм (27.11.1615 – 2.9.1690), син на Волфганг-Вилхелм, пфалцграф на Нойбург. 1-ви брак (1642) с Анна-Катарина-Констанца (1619 – 1651), дъщеря на полския крал Зигмунд III Васа; 2-ри брак (1653) с Елизабет-Амалия (1635 – 1709), дъщеря на ландграф Георг II фон Хесен-Дармщат
- 1690 – 1716 Йохан-Вилхелм (19.4.1658 – 8.6.1716), син на Филип-Вилхелм. 1-ви брак (1678) с Мария-Анна-Йозефа (1654 – 1689), дъщеря на германския император Фердинанд III; 2-ри брак (1691) с Анна-Мария-Луиза (1667 – 1743), дъщеря на великия херцог на Флоренция Козимо III де Медичи
- 1716 – 1742 Карл III Филип (4.11.1661 – 31.12.1742), син на Филип-Вилхелм. 1-ви брак (1688) с Луиза-Шарлота (1667 – 1695), дъщеря на полския княз Болеслав Радзивил; 2-ри брак (1701) с Тереза (1685 – 1712), дъщеря на Юзеф Карл, княз Любомирски
- 1743 – 1777 Карл IV Теодор, (11.12.1724 – 16.2.1799), курфюрст на Бавария (Карл Теодор, 1777 – 1799), син на Йохан-Кристиан, пфалцграф на Зулцбах. 1-ви брак (1742) с Елизабет-Августа (1721 – 1794), дъщеря на чичо му Йозеф-Карл; 2-ри брак (1795) с Мария-Леополдина (1776 – 1848), дъщеря на моденския херцог Фердинанд-Карл фон Хабсбург-Есте

## Крале на Швеция (1654 – 1720) и херцози наБремен-Ферден(1654 – 1719)
- 1654 – 1660 Карл X Густав (8.11.1622 – 13.2.1660), син на Йохан Казимир. Женен (1654) за Хедвига-Елеонора (1636 – 1715), дъщеря на Фридрих III фон Шлезвиг-Холщайн-Готорп
- 1660 – 1697 Карл XI (24.11.1655 – 5.4.1697), син на Карл X Густав. Женен (1680) за Улрика-Елеонора (1656 – 1693), дъщеря на датския крал Фредерик III
- 1697 – 1718 Карл XII (27.6.1682 – 11.12.1718), син на Карл XI. Неженен
- 1718 – 1720 Улрика Елеонора (23.1.1688 – 24.11.1741), дъщеря на Карл XI. Омъжена (1715) за Фридрих I, ландграф на Хесен-Касел. От 1720 г. крал на Швеция под името Фридрих I Хесенски

## Херцози на Юлих и Берг(1614 – 1806)
- 1614 – 1653 Волфганг-Вилхелм (4.11.1578 – 20.3.1653)), син на Филип-Лудвиг, пфалцграф на Нойбург. 1-ви брак (1613) с магдалена (1587 – 1628), дъщеря на баварския херцог Вилхелм V; 2-ри брак (1631) с Катерина-Шарлота (1615 – 1651), дъщеря на Йохан II, пфалцграф на Цвайбрюкен; 3-ти брак (1651) с Мария Франциска (1633 – 1702), дъщеря на граф Егон VIII фон Фюрстенберг-Хайлигенберг
- 1653 – 1679 Филип-Вилхелм (27.11.1615 – 2.9.1690), курфюрст на Пфалц (1685 – 1690), син на Волфганг-Вилхелм, пфалцграф на Нойбург. 1-ви брак (1642) с Анна-Катарина-Констанца (1619 – 1651), дъщеря на полския крал Зигмунд III Васа; 2-ри брак (1653) с Елизабет-Амалия (1635 – 1709), дъщеря на ландграф Георг II фон Хесен-Дармщат
- 1679 – 1716 Йохан-Вилхелм (19.4.1658 – 8.6.1716), курфюрст на Пфалц (1690 – 1716), син на Филип-Вилхелм. 1-ви брак (1678) с Мария-Анна-Йозефа (1654 – 1689), дъщеря на германския император Фердинанд III; 2-ри брак (1691) с Анна-Мария-Луиза (1667 – 1743), дъщеря на великия херцог на Флоренция Козимо III де Медичи
- 1716 – 1742 Карл III Филип (4.11.1661 – 31.12.1742), курфюрст на Пфалц (1716 – 1742), син на Филип-Вилхелм. 1-ви брак (1688) с Луиза-Шарлота (1667 – 1695), дъщеря на полския княз Болеслав Радзивил; 2-ри брак (1701) с Тереза (1685 – 1712), дъщеря на Юзеф Карл, княз Любомирски
- 1743 – 1799 Карл IV Теодор (11.12.1724 – 16.2.1799), курфюрст на Пфалц (1743 – 1799) и Бавария (1777 – 1799), син на Йохан-Кристиан, пфалцграф на Зулцбах. 1-ви брак (1742) с Елизабет-Августа (1721 – 1794), дъщеря на чичо му Йозеф-Карл; 2-ри брак (1795) с Мария-Леополдина (1776 – 1848), дъщеря на моденския херцог Фердинанд-Карл фон Хабсбург-Есте
- 1799 – 1806 Максимилиан I Йозеф (27.5.1756 – 13.10.1825), курфюрст на Пфалц-Бавария (Максимилиан IV Йозеф, 1799 – 1806), крал на Бавария (1805 – 1825), син на граф Фридрих Михаел фон Пфалц-Цвайбрюкен. 1-ви брак (1785) с Августа-Вилхелмина (1765 – 1796), дъщеря на принц Георг Вилхелм фон Хесен-Дармщат; 2-ри брак (1797) с Каролина (1776 – 1841), дъщеря на кронпринц Карл-Лудвиг фон Баден-Дурлах

## Курфюрсти на Пфалц-Бавария (1777 – 1806)
- 1777 – 1799 Карл Теодор (11.12.1724 – 16.2.1799), син на Йохан-Кристиан, пфалцграф на Зулцбах. 1-ви брак (1742) с Елизабет-Августа (1721 – 1794), дъщеря на чичо му Йозеф-Карл; 2-ри брак (1795) с Мария-Леополдина (1776 – 1848), дъщеря на моденския херцог Фердинанд-Карл фон Хабсбург-Есте
- 1799 – 1806 Максимилиан IV Йозеф (27.5.1756 – 13.10.1825), крал на Бавария (Максимилиан I Йозеф, 1805 – 1825), син на граф Фридрих Михаел фон Пфалц-Цвайбрюкен. 1-ви брак (1785) с Августа-Вилхелмина (1765 – 1796), дъщеря на принц Георг Вилхелм фон Хесен-Дармщат; 2-ри брак (1797) с Каролина (1776 – 1841), дъщеря на кронпринц Карл-Лудвиг фон Баден-Дурлах

## Крале на Бавария (1806 – 1918)
- 1806 – 1825 Максимилиан I Йозеф (27.5.1756 – 13.10.1825), син на граф Фридрих Михаел фон Пфалц-Цвайбрюкен. 1-ви брак (1785) с Августа-Вилхелмина (1765 – 1796), дъщеря на принц Георг Вилхелм фон Хесен-Дармщат; 2-ри брак (1797) с Каролина (1776 – 1841), дъщеря на кронпринц Карл-Лудвиг фон Баден-Дурлах
- 1825 – 1848 Лудвиг I (25.8.1786 – 29.2.1868), син на Максимилиан I Йозеф. Женен (1810) за Тереза (1792 – 1854), дъщеря на херцог Фридрих
- 1848 – 1864 Максимилиан II (28.11.1811 – 10.3.1864), син на Лудвиг I. Женен (1842) за Мария, дъщеря на пруския принц Вилхелм
- 1864 – 1886 Лудвиг II (25.8.1845 – 13.6.1886), син на Максимилиан II. Неженен
- 1886 – 1916 Ото Вилхелм Луитполд (27.4.1848 – 11.10.1916), син на Максимилиан II. Неженен
- 1913 – 1918 Лудвиг III (7.1.1845 – 18.10.1921), син на Луитполд, син на Лудвиг I. Женен (1868) за Мария-Тереза (1849 – 1919), дъщеря на моденския принц Фердинанд

## Крале на Гърция (1832 – 1862)
- 1832 – 1862 Ото I (1.6.1815 – 26.7.1867), син на Лудвиг I. Женен (1836) за Амалия (1818 – 1875), дъщеря на великия херцог на Олденбург Паул-Фридрих-Август фон Холщайн-Готорп

## Глави на Дом Вителсбах (след 1918)
- 1918 – 1921 Лудвиг III (7.1.1845 – 18.10.1921), син на Луитполд, син на Лудвиг I. Женен (1868) за Мария-Тереза (1849 – 1919), дъщеря на моденския принц Фердинанд
- 1921 – 1955 Рупрехт Баварски (18.5.1869 – 2.8.1955), син на Лудвиг III. 1-ви брак (1900) с Мария-Габриела (1878 – 1912), дъщеря на баварския херцог Карл-Теодор; 2-ри брак (1921) с Антония (1899 – 1954), дъщеря на великия херцог на Люксембург Вилхелм IV
- 1955 – 1996 Албрехт Баварски (3.5.1905 – 8.7.1996), син на Рупрехт Баварски. 1-ви брак (1930) с Марита (1904 – 1969), дъщеря на граф Денис Драшкович-Тракостян; 2-ри брак (1971) с Мария-Евгения (1921 – 1983), дъщеря на граф Стефан Клегович
- от 1996 Франц Баварски (р. 14.7.1933), син на Албрехт Баварски. Неженен.

## Списък на Вителсбахските линии
- Долна Бавария
- Горна Бавария
- Бавария
- Горна Бавария
- Бавария-Мюнхен
- Бавария-Инголщат
- Бавария-Долна Бавария
- Бавария-Щраубинг-Холандия
- Бавария-Ландсхут
- Пфалц
- Курлиния Хайделберг
- Мозбах
- Мозбах-Ноймаркт
- Зимерн-Цвайбрюкен
- Пфалц-Зулцбах-Спонхайм
- Стара линия Зимерн
- Млада линия Зимерн
- Пфалц-Цвайбрюкен-Велденц
- Пфалц-Велденц
- Пфалц-Лютцелщайн
- Пфалц-Велденц-Лютцелщайн
- Пфалц-Ноймаркт
- Пфалц-Нойбург-Хилполтщайн
- Пфалц-Нойбург
- Пфалц-Зулцбах II
- Пфалц-Зулцбах-Хилполтщайн
- Пфалц-Цвайбрюкен
- Пфалц-Цвайбрюкен, млада линия
- Цвайбрюкен Ландсберг
- Цвайбрюкен Клеебург
- Пфалц-Зулцбах I (Хилполтщайн)
- Пфалц-Паркщайн
- Пфалц-Биркенфелд
- Пфалц-Цвайбрюкен-Биркенфелд
- Пфалц-Биркенфелд-Бишвайлер
- Пфалц-Биркенфелд-Гелнхаузен
- Бретценхайм
- Хегненберг-Дукс
- Холнщайн от Бавария
- Паркщайн
- Плотнитц-Стокхамер
- Валерзе